# Saint-André-de-Seignanx
Saint-André-de-Seignanx település Franciaországban, Landes megyében. Lakosainak száma 1913 fő (2022. január 1.). Saint-André-de-Seignanx Biaudos, Labenne, Orx, Saint-Barthélemy, Saint-Martin-de-Hinx, Saint-Martin-de-Seignanx és Saubrigues községekkel határos.

## Népesség
A település népessége az elmúlt években az alábbi módon változott:
| Lakosok száma | 732  | 1020 | 1271 | 1461 | 1619 | 1687 | 1766 | 1889 | 1890 | 1913 |
|               | 1968 | 1982 | 1990 | 2006 | 2013 | 2015 | 2017 | 2019 | 2020 | 2022 |